# 나무아미타불
나무아미타불(南無阿彌陀佛, 산스크리트어: नमो अमिताभ 나모 아미타바)은 명호의 하나로 육자명호이다. 아미타불(阿彌陀佛)에 귀의(歸依)를 표명하는 정형구이다.

## 개요
- "나무(南無)"는 나모(namo)의 음사어로 "예배, 절, 인사"를 의미하는 나마스(산스크리트어:namas )의 연성에 따른 변화형. "예배"에서 바꾸어 귀의(歸依, śaraṇāgamana)을 표명한다는 뜻으로 이용되며, "저는 귀의합니다"로 해석된다.
- "아미타(阿彌陀)"는 두 불명(佛名)인 "아미타바(무량의 광명, amitābha)"와 "아미타유스(무량의 수명, amitāyus)"의 " 잴 수 없는(무량)"이라는 아미타(amita-)만을 음사한 것.

즉, "나무아미타불"이란 "저는 (헤아릴 수 없는 광명, 헤아릴 수 없는 수명) 아미타불에 귀의합니다"라는 의미가 된다.

## 발음
"南無"는 남무가 아닌 나무로 발음한다.
이와 같이 잘못 발음하기 쉬운 불교 용어로는, 시방세계(十方世界), 시왕전(十王殿), 열반(涅槃), 반야경(般若經), 사제(四諦), 탱화(幀畵), 보시(布施), 서가(釋迦), 가섭(迦葉), 영축산(靈鷲山), 정토(淨土) 등이 있다.

## 연관항목
- 염불
- 불교